# المورا
المورا (کومائونی: अल्माड، هندی: अल्मोड़ा، انگلیسی: Almora) یک منطقهٔ مسکونی در هند است که در بخش المورا واقع شده‌است. المورا ۷٫۶ کیلومتر مربع مساحت و ۳۵٬۵۱۳ نفر جمعیت دارد و ۱٬۸۱۱ متر بالاتر از سطح دریا واقع شده‌است.